# Egil Olsen
Egil Roger Olsen med tilnavnet Drillo (født 22. april 1942) er en norsk fodboldtræner, der indtil september 2013 var landstræner i Norge for anden gang. Han er mest kendt for i 1990'erne at have været landstræner for Norge, som han førte til VM i fodbold 1994 og 1998. Han har derudover været manager for Wimbledon F.C. i klubbens sidste sæson i Premier League samt været landstræner for Irak.
Som aktiv spillede han bl.a. for Vålerenga IF og han spillede 16 landskampe.
Tilnavnet " Drillo " fik han i sin tid som spiller i Vålerenga. Det skyldtes hans stadige iver efter at drible.

## "Norsk fodbold"
Drillo er om nogen manden, der er skyld i, at termen "norsk fodbold" i Danmark opfattes som en kedelig omgang defensiv fodbold med 10 mand i eget straffesparksfelt, da det var i netop hans periode som landstræner, at det norske landshold spillede sådan. På trods af, hvad nogle danskere mener om Drillos spillesystem, er han til dato den mest succesrige norske landstræner. Han førte således det norske landshold frem til en plads som nummer 2 på FIFA's verdensrangliste i to omgange, første gang i oktober 1993 og derpå i månederne juli og august 1995.
Drillos system i 1990'erne var en såkaldt 4-5-1, hvor chancerne blev skabt på lange bolde fra forsvaret, der så skulle ramme den enlig angriber (som oftest under Drillo, Jostein Flo).

## Klubber som spiller
- 1958-1965: Østsiden
- 1966-1967: Vålerenga IF
- 1968-1971: Sarpsborg FK
- 1972-1974: Frigg
- 1974-1975: Hasle/Løren

## Klubber som træner
- 1972-1974: Frigg (spillende træner)
- 1974-1975: Hasle/Løren (spillende træner)
- 1976-1977: Østsiden
- 1977-1978: Fossum
- 1978-1979: Frigg
- 1979-1985: U-21 landstræner for Norge
- 1986-1988: Lyn Oslo
- 1989: Aalesund FK
- 1990: U-23 landstræner for Norge
- 1990-1998: Landstræner for Norge
- 1998-1999: Vålerenga IF
- 1999-2000: Wimbledon F.C.
- 2003-2004: U-19 landstræner for Norge
- 2004-2005: Fredrikstad FK
- 2005-2007: Sportschef i Vålerenga IF
- 2007-2008:Landstræner for Irak
- 2009-: Landstræner for Norge